# Dealul Spânzurătorii

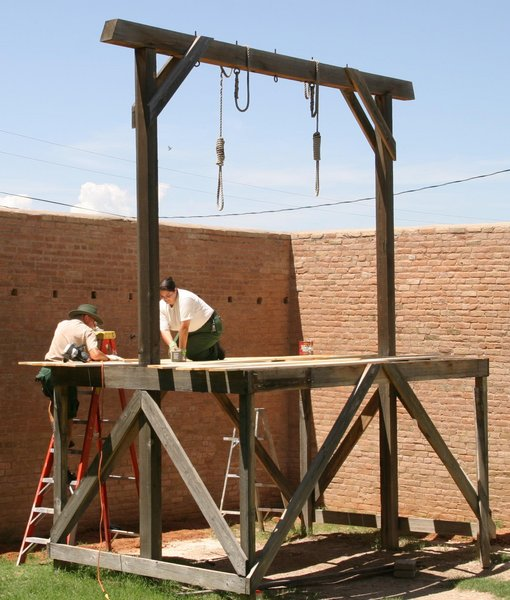
Spânzurătoare în Tombstone

 Dealul Spânzurătorii  (în germană Galgenhügel) este un deal  unde în trecut erau executați condamnații la moarte prin spânzurare, cei certați cu legea, sau aceia care s-au răzvrătit împotriva ocupației franceze din timpul lui Napoleon.
Un astfel de deal se află de exemplu în apropiere de Lommersum (Euskirchen), Germania. Astăzi, dealul este un loc istoric, la care se poate ajunge cu bicicleta, pe un drum asfaltat, fiind la numai 7 km de Euskirchen.
Dealuri similare există pe lângă mai multe localități, cum ar fi Orlishausen, Stotternheim, Weissensee , Nürnberg (astăzi, sub denumirea de Galgenhof, este un cartier în sudul orașului) , Mülheim Raadt  și altele.